# Canções, eternas canções 2
Canções, eternas canções 2 é o terceiro álbum de estúdio do cantor de música gospel Alex Gonzaga, lançado pela MK Music em fevereiro de 2006.
É o segundo volume da série de regravações de músicas antigas. Neste álbum há a participação dos filhos do cantor Rodrigo, Gustavo e Alexsany na música “Minhas Mãozinhas.

## Faixas
1. Pão da vida
2. Em nome de Jesus
3. Autoridade e Poder
4. Renova-me
5. Ele é Jesus
6. Baião
7. Jesus, I love you
8. Via dolorosa
9. Descerá sobre ti
10. Pelo sangue de Jesus
11. Minhas mãozinhas
12. Oração da noite

## Clipes
- Ele é Jesus